# Richard Kannicht
Richard Reinhold Kannicht (* 5. Oktober 1931 in Arendsee (Altmark); † 21. Juni 2020 in Celle) war ein deutscher klassischer Philologe.

## Leben und Wirken
Kannicht wurde als Sohn des Pfarrers Reinhold Kannicht und seiner Ehefrau Erika (geb. Clément) geboren. Von 1938 bis 1942 besuchte er die Volksschule, von 1941 bis 1950 die Jahnschule (Oberschule) in Salzwedel. Die Abiturprüfung legte er 1950 ab und begann ein Studium der Klassischen Philologie an der Freien Universität Berlin. 1952 wechselte er nach Heidelberg, wo er Altertumswissenschaften und Anglistik studierte. Das Erste Staatsexamen legte er 1956 ab. Zwei Jahre später wurde er zum Dr. phil. promoviert.
Während seines Schuldienstes am Hamburger Johanneum 1957–60 bestand er 1959 das Zweite Staatsexamen. Von 1960 bis 1965 war er wissenschaftlicher Assistent am Seminar für Klassische Philologie der Universität Würzburg und war nach seiner Habilitation 1965 Privatdozent ebendort. 1969 folgte er einem Ruf als ordentlicher Professor an die Universität Tübingen, wo er den Lehrstuhl für Griechische Philologie I erhielt. 1971–72 war er Dekan des Fachbereichs Altertums- und Kulturwissenschaften, 1976–78 Erster Vorsitzender der Mommsen-Gesellschaft, 1979 Visiting Professor an der University of California, Los Angeles, 1986 Visiting Professor an der University of Canterbury in Christchurch (Neuseeland).
Kannicht war ab 1992 ordentliches Mitglied der Heidelberger Akademie der Wissenschaften, ab 1993 Corresponding Fellow der British Academy und ab 1996 korrespondierendes Mitglied des Deutschen Archäologischen Instituts. 1997 wurde er emeritiert. Kannicht war ab 1957 verheiratet.
Kannicht beschäftigte sich mit griechischer Dichtung der archaischen, klassischen und hellenistischen Zeit, insbesondere mit dem attischen Drama. Mit Bruno Snell und Stefan Radt gehörte er zu den Herausgebern der neuen Tragicorum Graecorum Fragmenta (1971–2004). Daneben behandelte er Dichtungs- und Literaturtheorie sowie griechische Metrik.

## Schriften (Auswahl)
- Untersuchungen zu Form und Funktion des Amoibaion in der attischen Tragödie. Dissertation Universität Heidelberg 1957.
- The ancient quarrel between philosophy and poetry. Aspects of the Greek conception of literature, Christchurch 1988, ISBN 0900-392-40-8.
- (als Hrsg.): 1838–1988. 150 Jahre Philologisches Seminar der Universität Tübingen. Attempto, Tübingen 1990, ISBN 3-89308-109-7.
- (als Mithrsg.): Musa tragica. Die griechische Tragödie von Thespis bis Ezechiel; ausgewählte Zeugnisse und Fragmente griechisch und deutsch. Vandenhoeck & Ruprecht, Göttingen 1991, ISBN 3-525-25750-3.
- Paradeigmata. Aufsätze zur griechischen Poesie. Winter, Heidelberg 1996, ISBN 3-8253-0386-1.